# خطر بيئي
خطر بيئي وهو مصطلح عام يشير إلى أي وضع أو حالة أو أحداث قد تدفع بتهديد إلى البيئة المحيطة . يضم هذا المصطلح عناوين مثل : التلوث، الكوارث الطبيعية كالعواصف والهزات الأرضية .

هنالك خمسة أنماط من التهديدات البيئية :

1- كيماوية

2- فيزيائية

3- ميكانيكية

4- بيولوجية

5- سيكولوجية

ويمكن أن يشير هذا المصطلح أيضاً إلى التهديدات البيولوجية، وتعتبر مساحات زهر الطحالب الواسعة بسبب تحويلها البحيرات لأمكنة غير صالحة لعيش الكائنات الأخرى .